# 临港中运量1号线

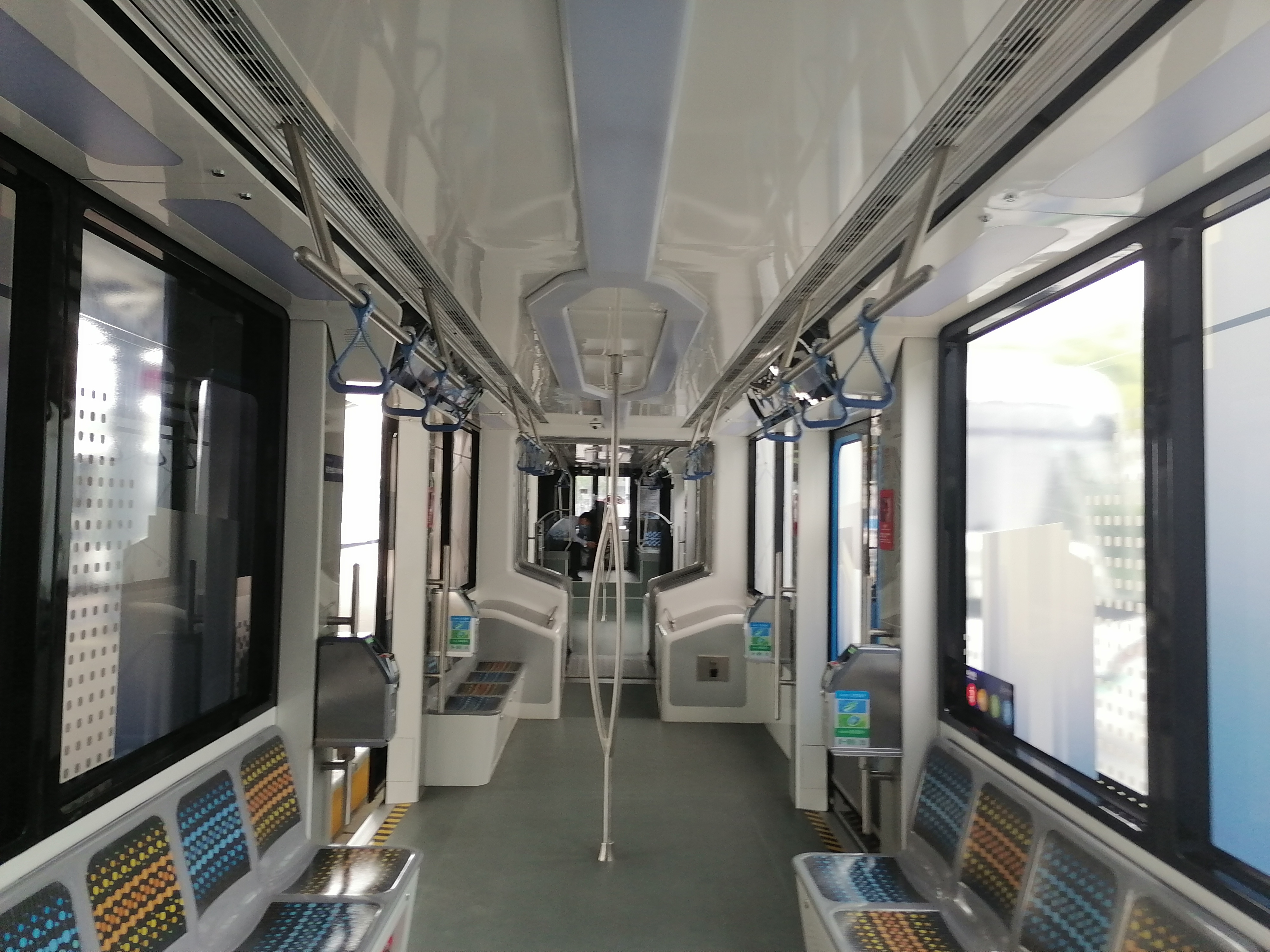
临港中运量1号线列车内部

临港中运量1号线又稱临港新片区中运量T1示范线或临港新片区中运量T1线，是中華人民共和國上海市浦東新區臨港新片區一條智轨線路，于2021年6月30日正式开通运营。全长21.75公里，初期发车间隔15-35分钟。線路可以在滴水湖站和临港大道站與上海轨道交通16號線換乘，同时线路亦可与临港中运量2号线和3号线换乘。線路上車輛是清洁能源轨道电车，车身长度30米，最高运营速度為70km/h，車輛為三编组，最大载客人數為302人。临港新片区中运量T1线採用数字轨道磁钉技术，地面上没有轨道，但地下有磁钉，電車通過电磁导向前進。該線路由上海临港交通有限公司承建。

## 所需驾照
临港中运量1号线驾驶员需要拥有A1、A2、P（有轨电车）车型的驾照。

## 票价
票价为2元，享受与地面公交、轨道交通的优惠换乘。

## 车辆
共投入9列列车，1列是备车。2023年7月1日起暂时改用普通双开门公交车，原有智轨列车仍继续使用。

## 车站列表

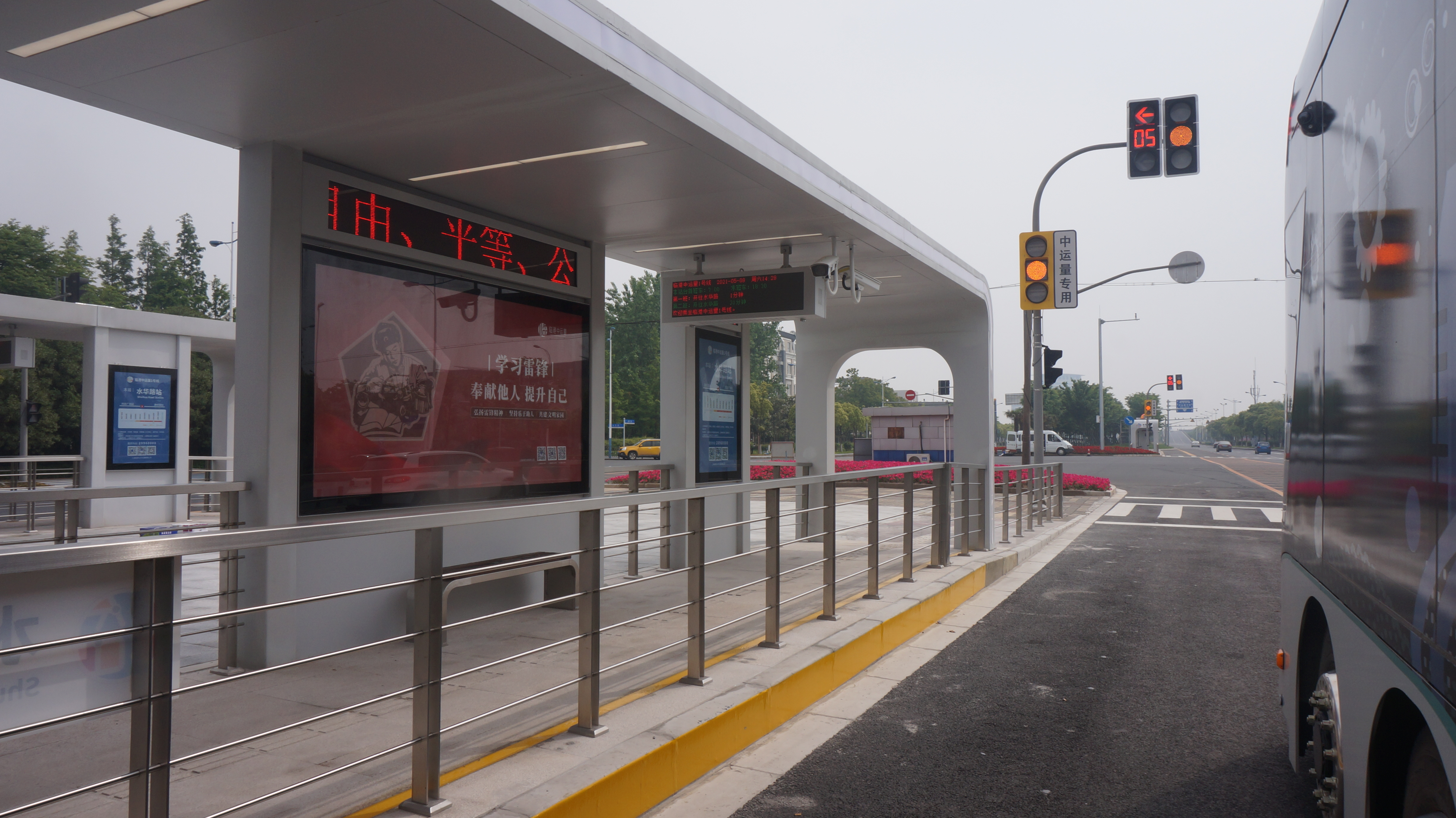
临港中运量1号线试乘期间的终点站水华路站

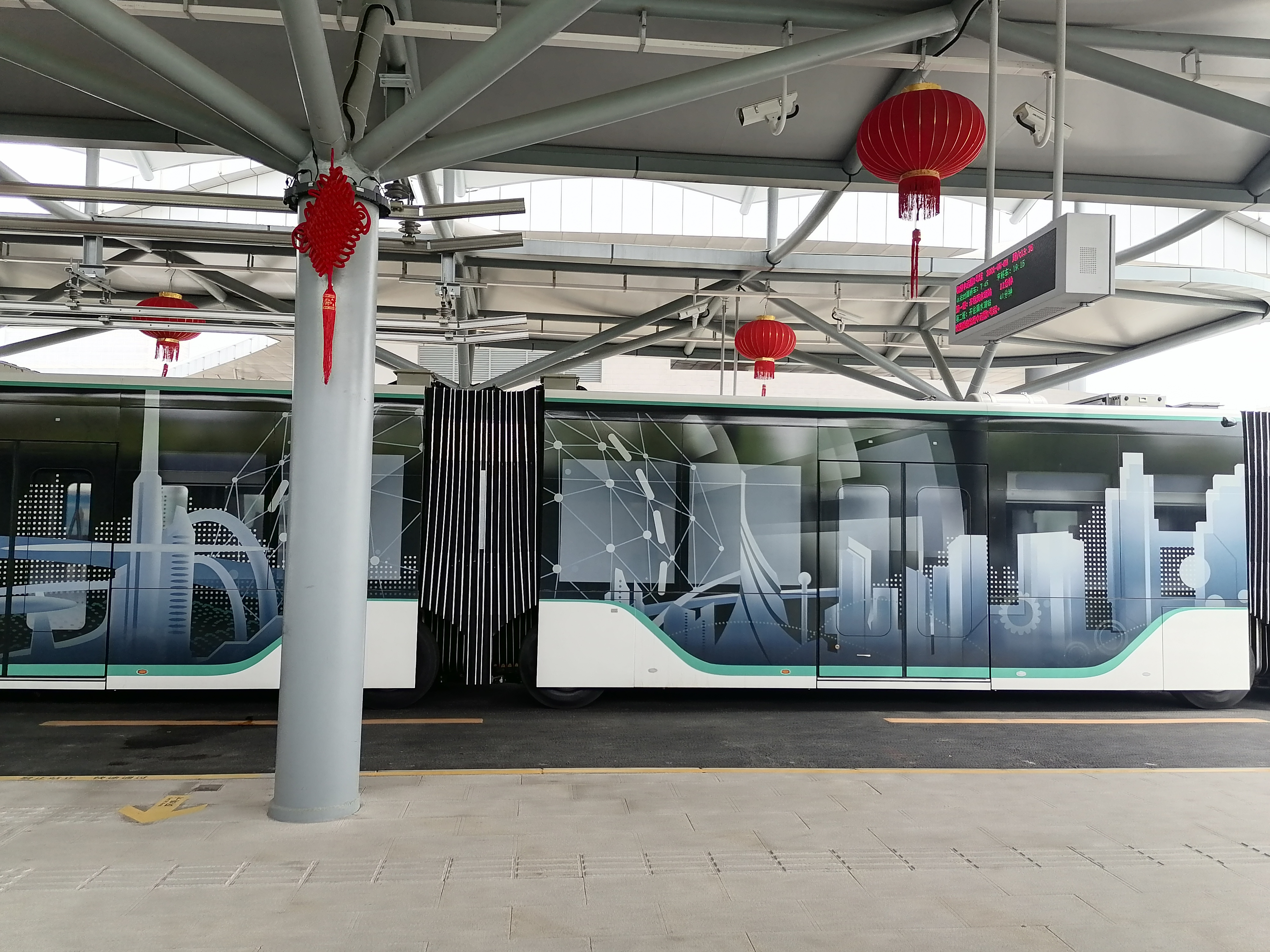
滴水湖站站台

本线路目前共设车站13座。
| 中文名称                         | 英文名称                                                            | 换乘线路                    | 大站车 |
| -------------------------------- | ------------------------------------------------------------------- | --------------------------- | ------ |
| 滴水湖                           | Dishui Lake                                                         | 地铁16号线、临港中运量2号线 | 停靠   |
| 环湖西三路临港大道（上海天文馆） | West Huanhu Road No.3 at Lingang Avenue (Shanghai Astronomy Museum) | 临港中运量2号线             |        |
| 申港大道东（青少年活动中心）     | East Shengang Avenue (Youth Activity Center)                        | 临港中运量2号线             |        |
| 古棕路（临港六院）               | Guzong Road (Shanghai Sixth People's Hospital)                      | 临港中运量2号线             |        |
| 美人蕉路（临港中心）             | Meirenjiao Road (Lingang Center)                                    | 临港中运量2号线             |        |
| 上元路                           | Shangyuan Road                                                      | 临港中运量2号线             |        |
| 橄榄路                           | Ganlan Road                                                         | 临港中运量2号线             |        |
| 水华路                           | Shuihua Road                                                        |                             |        |
| 港辉路                           | Ganghui Road                                                        |                             | 停靠   |
| 飞渡路                           | Feidu Road                                                          | 临港中运量3号线             |        |
| 云端路                           | Yunduan Road                                                        |                             | 停靠   |
| 彭平路                           | Pengping Road                                                       |                             | 停靠   |
| 鸿音广场                         | Hongyin Plaza                                                       |                             | 停靠   |

## 历史
- 2021年1月1日，临港中运量1号线试运行。
- 2021年4月20日，临港中运量1号线开启预约试乘。其中5月1日至5月31日免费试乘，6月收取票价2元，试乘区段为滴水湖至水华路区间的直达车[5]。
- 2021年6月30日上午10点整，临港中运量1号线滴水湖站至鸿音广场站正式开通试运营，票价2元，享受公交换乘优惠[6]。
- 2021年9月13日，受台风灿都影响，T1线全线停运。9月14日正午，随着台风减弱，全线恢复运营。
- 2021年10月22日，临港中运量1号线实施增能，日均班次由61班增加至90班，调整首末班车时间，并加开大站车。
- 2021年12月22日，临港中运量1号线增能并延时运营，运营列车由原先的9列增至10列，日均班次由原先的90班次增至120班次，行车间隔比原先缩短5分钟左右。滴水湖站末班车由原来的22:15延时至23:45，鸿音广场站末班车由原来的21:00延时至22:30。
- 2023年7月1日，临港中运量1号线、2号线调整走向，并改用常规双开门公交。